# Basilica di Santo Stefano (Lavagna)
La basilica collegiata di Santo Stefano è un luogo di culto cattolico nel comune di Lavagna, in piazza Guglielmo Marconi, nella città metropolitana di Genova. La chiesa è sede della parrocchia omonima del vicariato di Chiavari-Lavagna della diocesi di Chiavari.
Nel maggio 1921 papa Benedetto XV l'ha elevata al rango di basilica minore.

## Storia

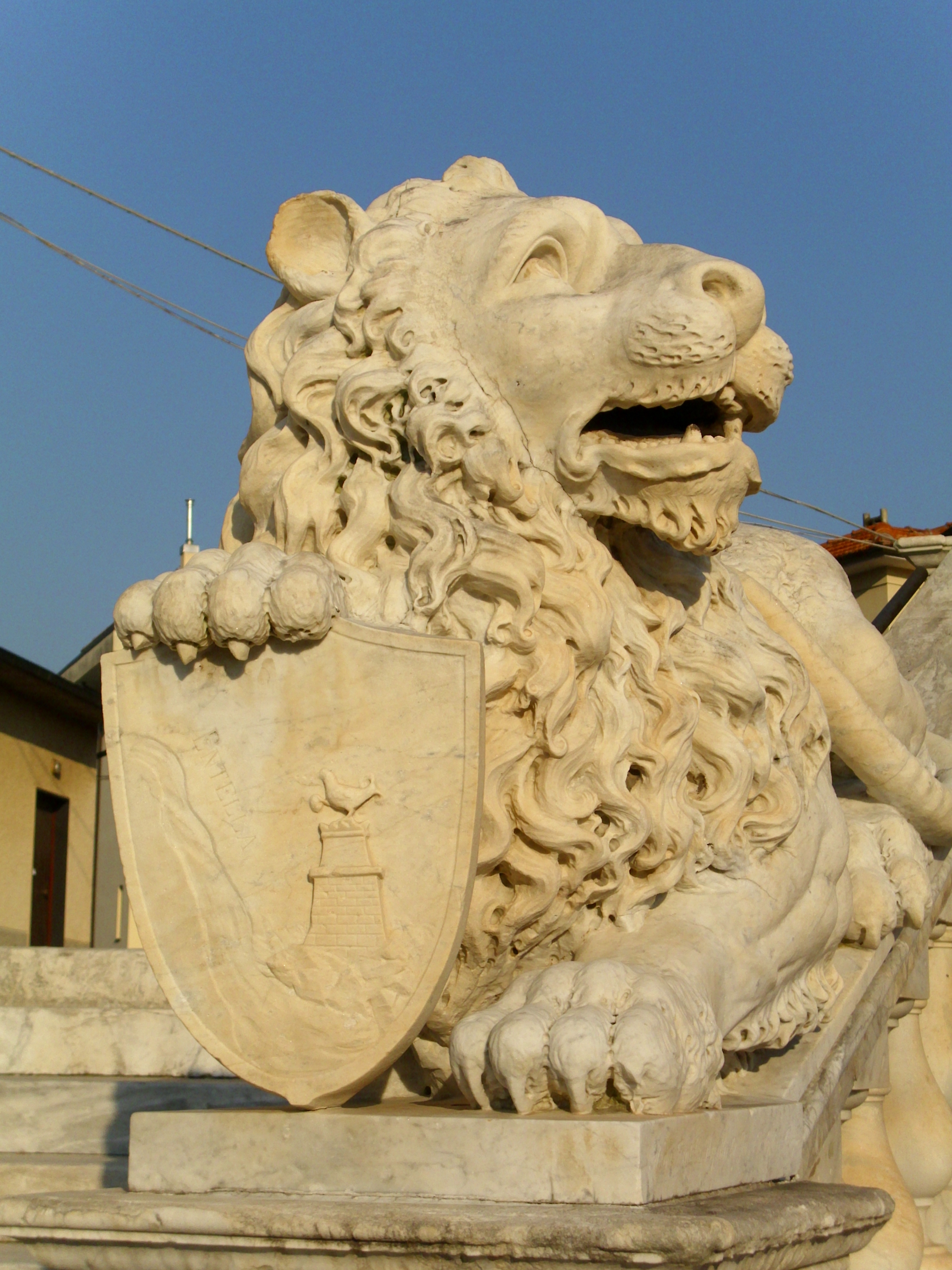
Particolare di uno dei leoni posti lungo la scalinata

Secondo alcune fonti storiche, non ben documentate, la fondazione o la prima citazione del primo edificio religioso potrebbe essere risalente al VI secolo - precisamente nel 568 - o ancor prima nel V secolo. Alcuni documenti e ritrovamenti testimoniano che sul luogo dove oggi sorge l'odierna chiesa vi era la presenza un'antica torre di segnalazione - utile ai naviganti e marinai per l'ingresso al porto - dove a fianco fu poi eretta la prima chiesa, orientata verso ponente con campanile a levante e a tre navate interne. Tracce del precedente edificio sono ancora oggi ben visibili all'interno della canonica, specie gli archi e i pilastri formanti il vecchio coro.
Assunse un'ampia giurisdizione di controllo delle altre cappelle e chiese locali - tra le quali la chiesa di San Giovanni Battista di Chiavari - oggi facenti parte dell'odierno territorio diocesano chiavarese. Una delle prime citazioni ufficiali è risalente ad un lodo del 994 del conte Oberto di Lavagna.
Divenuta collegiata dal 1060, fu sottoposta alla protezione della Santa Sede di Roma da papa Celestino III e occupò negli anni a seguire una notevole importanza ecclesiale nei territori dell'arcidiocesi di Genova; la sua collegiata fu infatti la prima extra urbem al di fuori di Genova.

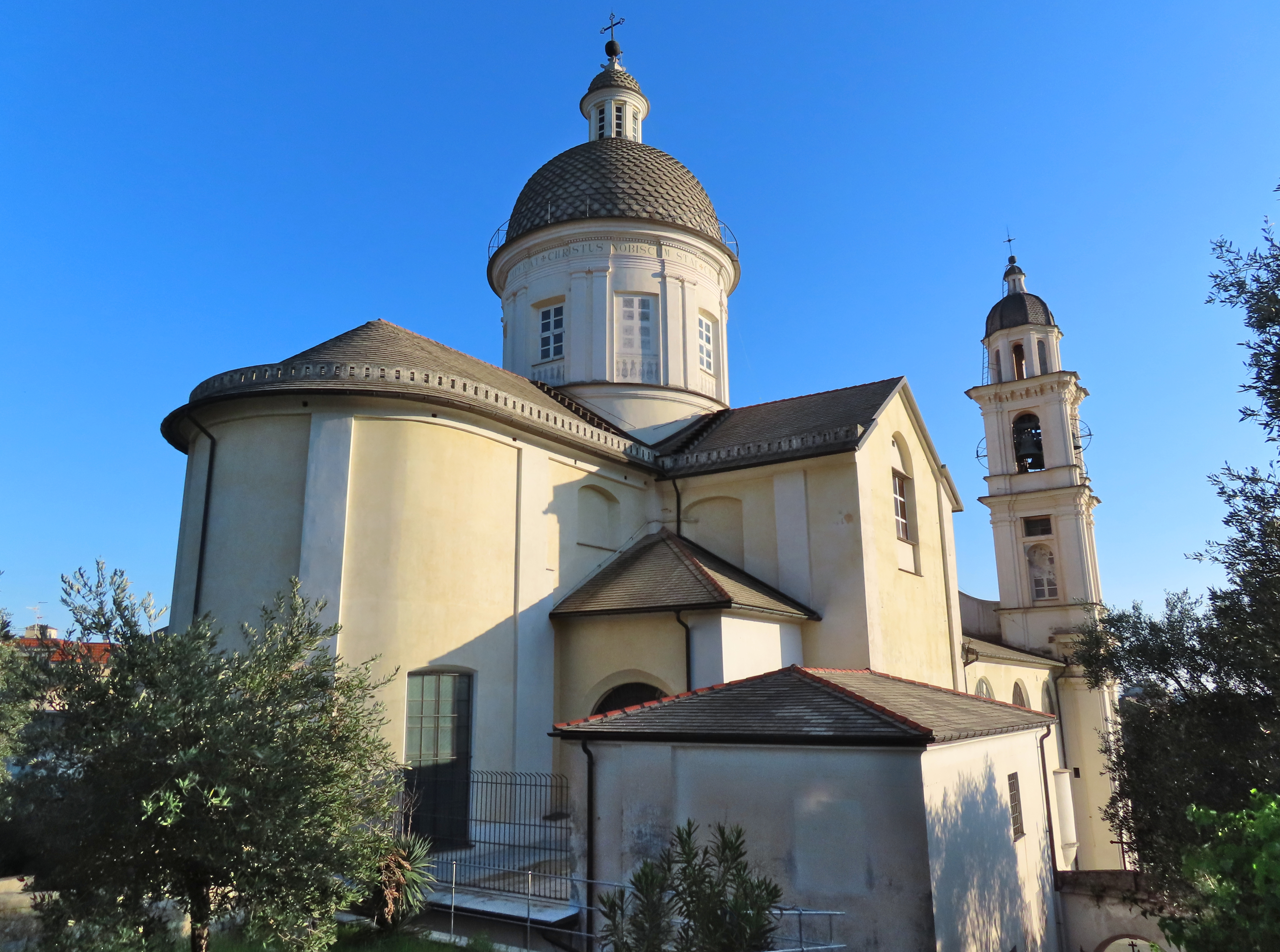
Abside e lato ovest

Nei secoli successivi la nobile famiglia locale dei Fieschi ebbe sempre uno speciale riguardo verso la chiesa, considerandola infine il punto saldo religioso del loro dominio nelle terre del Tigullio e della Repubblica di Genova. Proprio per meglio esercitarne il controllo feudale, fu costruito vicino alla chiesa e all'antica torre di segnalazione un castello che - per alcuni storici - furono demoliti, il castello e la torre, forse dai soldati genovesi nel 1100 o più probabilmente nel 1200 dall'imperatore Federico II di Svevia per vendetta alla scomunica inflitta da papa Innocenzo IV della famiglia dei Fieschi.
Gli ultimi interventi di restauro, prima della conseguente riedificazione, furono eseguiti nel 1611. L'elevazione a basilica romana fu voluta dal pontefice genovese Benedetto XV con bolla pontificia del 16 maggio 1921.

## Descrizione

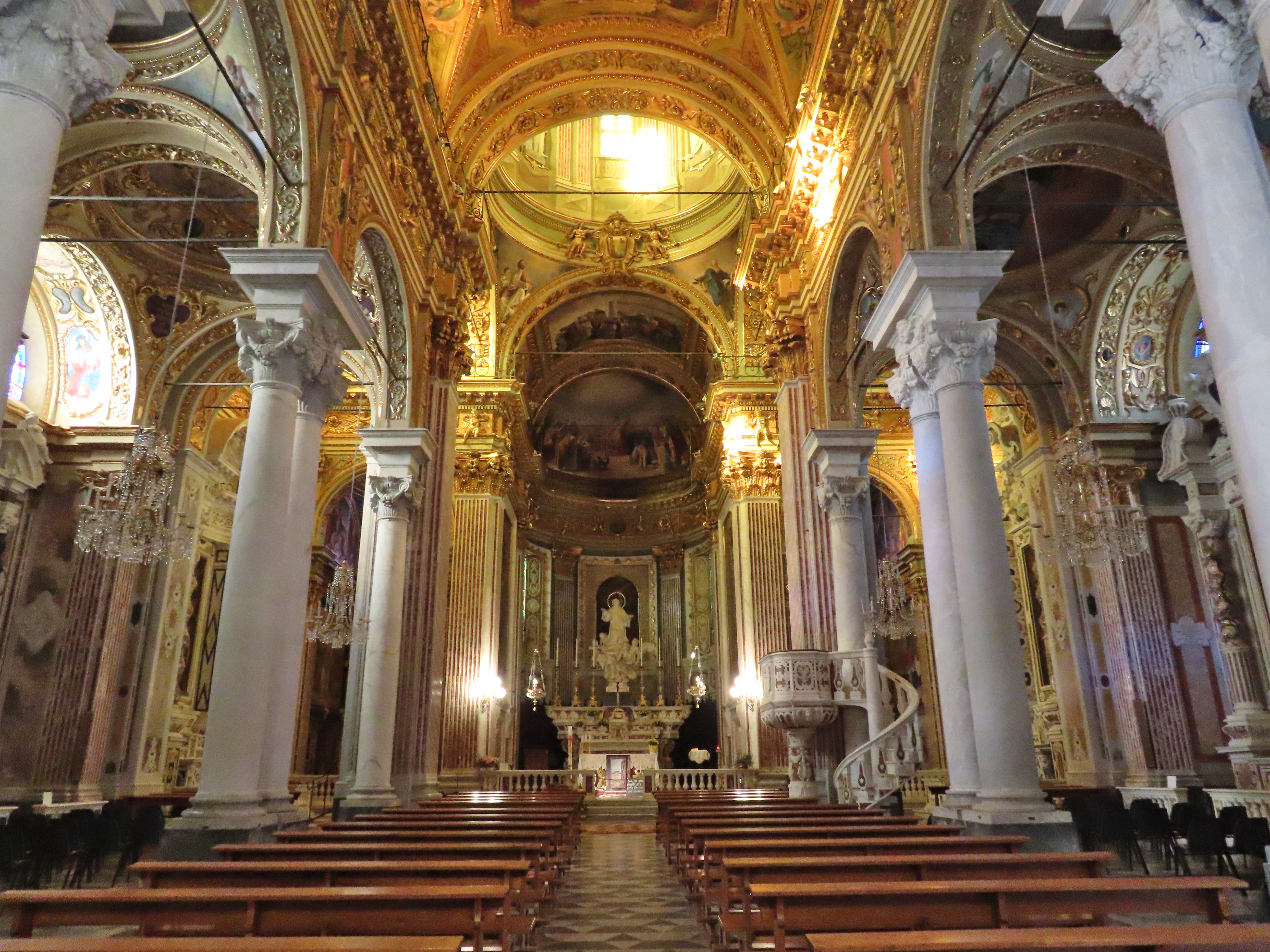
Navata centrale

### La nuova chiesa
L'odierna struttura, voluta dalla popolazione e sostenuta dall'arcivescovo di Genova cardinal Stefano Durazzo, sorge sulle rovine del preesistente castello fliscano e dell'edificio religioso ed è opera di Giovanni Battista o Gio Battista Ghiso, celebre architetto della Repubblica di Genova, che seguì o s'ispirò ad un progetto del più noto Gian Lorenzo Bernini. Una successiva ricerca dello storico Federico Alizeri attribuisce invece la paternità del progetto all'architetto Francesco da Novi, quest'ultimo camerale dei Padri del comune di Genova.
Grazie a un'apposita tassa sulla vendita del grano, imposta dalla municipalità lavagnese, si diede ufficialmente l'avvio ai lavori posando la prima pietra il 15 agosto del 1650.
Così come si apprende da diverse fonti dell'epoca, i lavori procedettero abbastanza alacremente poiché durante l'edificazione si assistette al crollo del campanile, il 1º novembre dello stesso anno, della precedente chiesa oramai in disuso. I due campanili, posti vicino alla marmorea facciata, furono ultimati nel 1657. L'edificazione, alla quale parteciparono numerosi e volontari abitanti di Lavagna, terminò nel 1668 e la consacrazione solenne avvenne il 18 ottobre del 1703.
L'ampia e panoramica piazza sottostante la chiesa, dedicata a Guglielmo Marconi, è frutto di un intervento ampliativo attuato nel 1673 alla quale si aggiunse un maggiore effetto scenografico, così come volle il progettista, con la demolizione nel 1749 delle adiacenti abitazioni antistanti la facciata in marmo. La demolizione consentì di rivedere così l'accesso alla chiesa con una nuova scalinata in ardesia, successivamente sostituita nel 1870 da una nuova pavimentazione in marmo bianco e con l'aggiunta nelle parti finali di essa di due leoni sorreggenti lo stemma comunale di Lavagna.
Nel 1897 gli ultimi interventi decorativi della piazza videro la costruzione della loggia marmorea - detto porticato Bignardello - che permise così di accedere, senza passare davanti alla chiesa, al monumentale cimitero posto dietro la struttura religiosa. Recenti lavori hanno nuovamente rivisto le scalinate della loggia e una corretta conservazione degli elementi strutturali.
Il campanile di sinistra ospita il concerto di campane della chiesa, mentre quello di destra alloggia la campana civica.

### Gli interni

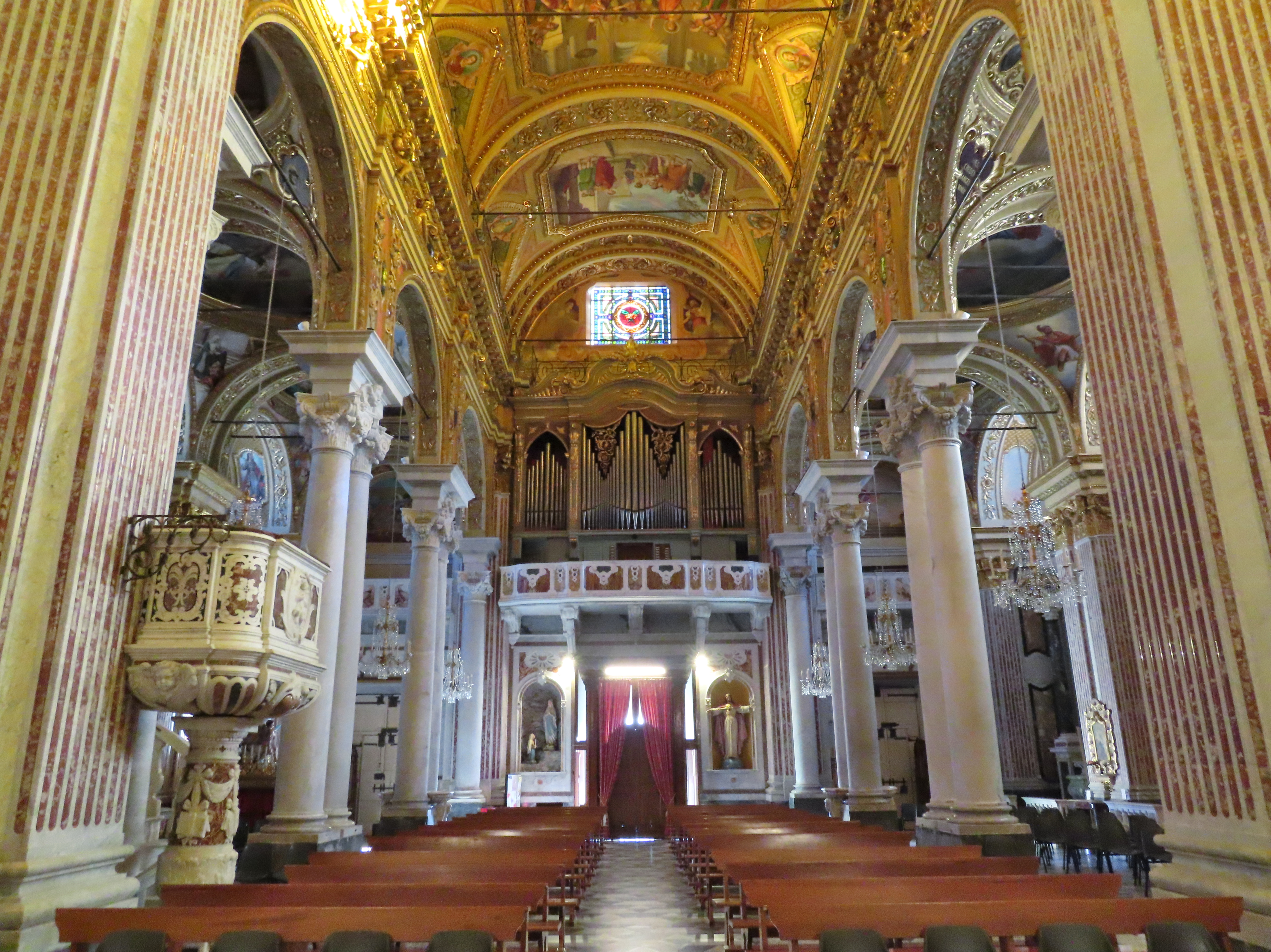
Controfacciata

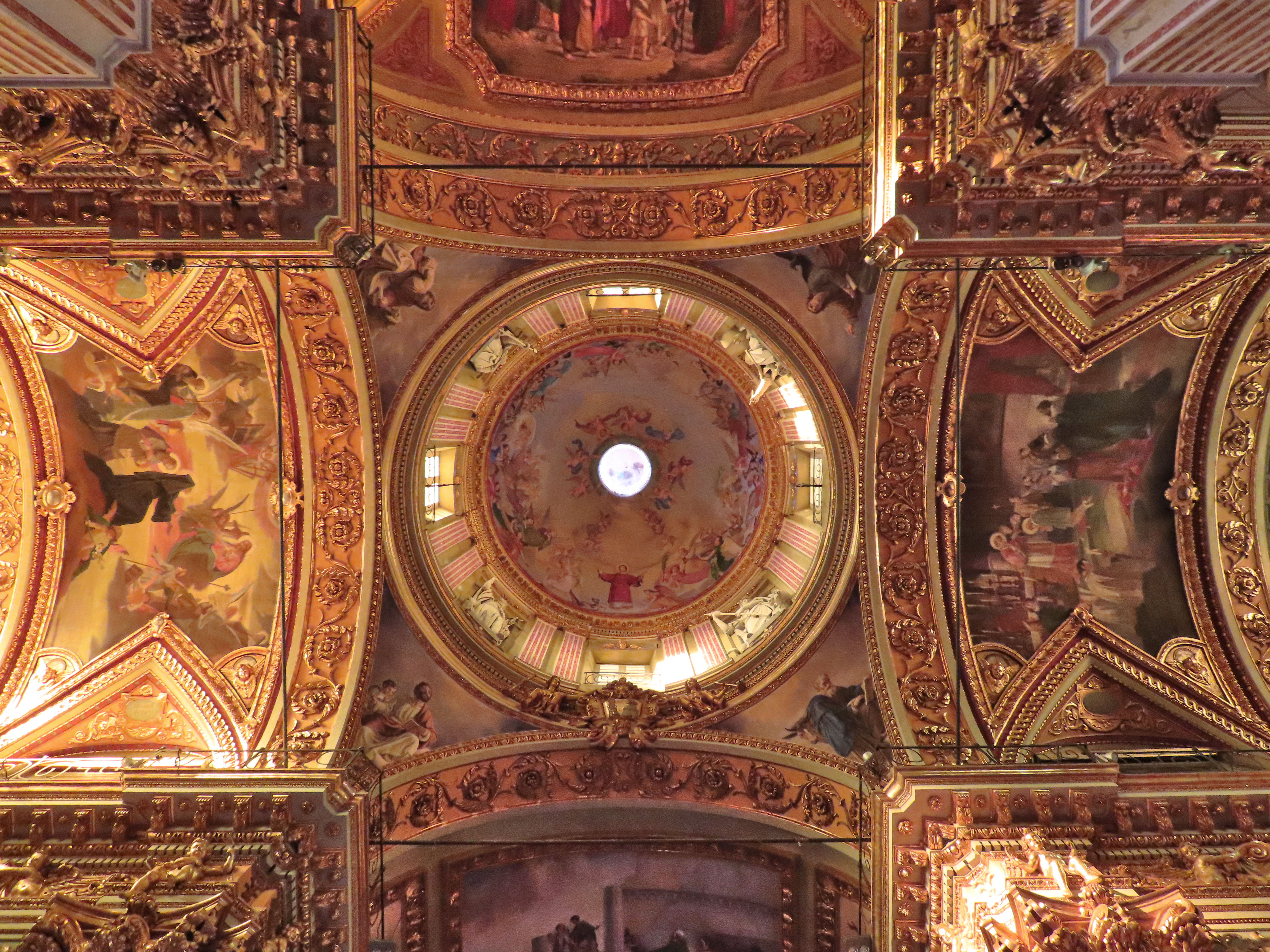
Cupola

Così come la precedente struttura anche l'odierno edificio è diviso in tre navate scandite da colonne in parte binate e sorreggenti le arcate a tutto sesto. Sulla navata centrale si imposta una volta a botte con plastici costoloni, mentre nelle due restanti campate minori si elevano volte a cupola.

#### Gli altari e le opere
La parte destra della chiesa vede il primo altare, detto "dei Pescatori", intitolato ai santi Pietro e Andrea il quale conserva una tela del pittore Sebastiano Galeotti raffigurante il Primato di san Pietro del XVIII secolo; il secondo, dedicato a san Giuseppe, presenta una tela ritraente la Sacra Famiglia di un probabile pittore di origine francese. Collocato nel 1855 l'altare presenta nella volta superiore l'affresco ritraente il Papa che proclama san Giuseppe patrono della Chiesa Universale.
Il terzo altare è intitolato all'Assunta e ai santi Antonio da Padova, Caterina da Genova e Francesco Saverio; restaurato nel 1896 presenta nella volta la rappresentazione del Miracolo di sant'Antonio. Il successivo altare, considerato il più pregevole per le sue caratteristiche artistiche e architettoniche, è dedicato a san Nicola di Bari e conserva un dipinto raffigurante il Cristo risorto, san Nicola e santo Stefano del pittore Domenico Piola; l'affresco della volta raffigura San Carlo Borromeo che dà la Prima Comunione a san Luigi Gonzaga.
L'ultimo altare della navata destra è dedicato alla Madonna del Rosario e l'ultimo restauro, così come si apprende da una lapide, è risalente al 1882, la stessa datazione dei due dipinti del pittore chiavarese Gian Battista Pianello; è lo stesso Pianello ad affrescare la cupola interna nel 1881 con la raffigurazione della Madonna che porge il rosario a san Domenico ed a santa Caterina. I due laterali affreschi rappresentano invece Papa Pio V che annuncia la vittoria di Lepanto e dall'altra parte una rievocazione pittorica dell'annuale processione della popolazione lavagnese durante la festività.
La parte sinistra della chiesa vede invece nel primo altare, partendo dall'ingresso principale, l'ubicazione del battistero risalente al XIX secolo; nella piccola cupola interna è affrescato l'evento biblico del Battesimo con la raffigurazione di Giovanni Battista, posto di schiena, e di Gesù. Il secondo altare è intitolato alla Madonna della Guardia e comunemente detto "dei Contadini"; qui si conserva il dipinto del pittore Sebastiano Galeotti raffigurante la Madonna della Guardia con san Martino e nella volta l'affresco ritraente l'apparizione mariana sul monte Figogna tra Genova e Ceranesi dove oggi sorge l'omonimo santuario.
Il terzo altare, il più antico e restaurato nel 1880, è intitolato all'Immacolata Concezione con l'omonima raffigurazione nella volta. Alla Santissima Trinità è dedicato il successivo altare laterale con la presenza della tela ritraente la Santissima Trinità, san Bernardo e san Rocco; nella volta l'affresco riprende il Sacro Cuore che appare a santa Maria. Il quinto è dedicato al Crocifisso di Gesù con l'omonima tela del Piola; il tema della crocifissione viene ripresa negli affreschi laterali del pittore chiavarese Pianello con l'Invenzione della croce e il Trasporto delle reliquie.
Il maggiore, dedicato a santo Stefano, è stato scolpito dai fratelli Bocciardi con statua marmorea, raffigurante il santo, dello scultore genovese Pasquale Bocciardo del XVIII secolo. I due quadri de Il Martirio e il Rinvenimento del corpo di santo Stefano sono opera del pittore Carlo Fontana; gli affreschi raffiguranti l'Ordinazione e la Predicazione di santo Stefano sono invece opera di Francesco Chiarella.

## Note

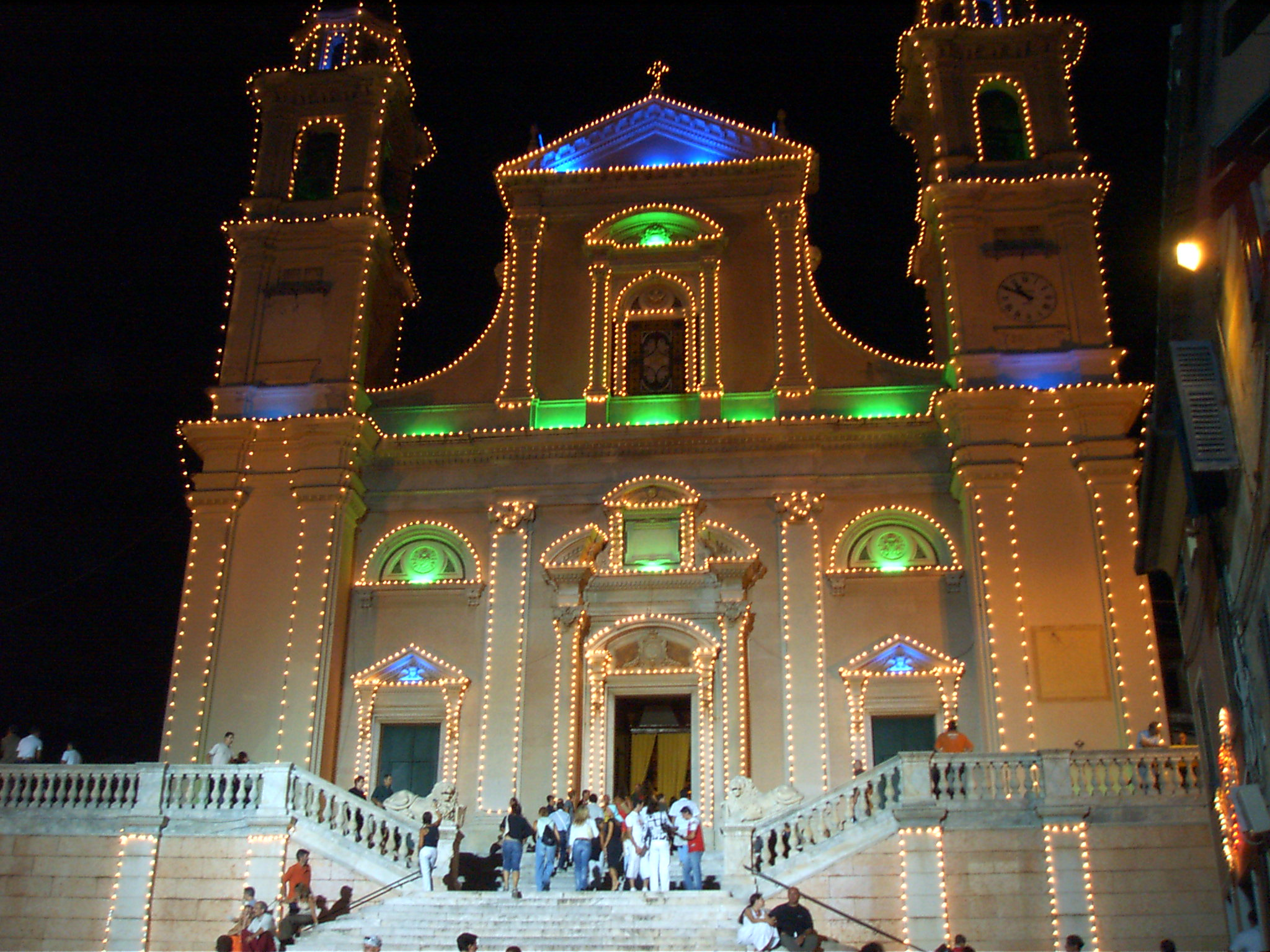
La basilica illuminata per le festività patronali